# 307 v. Chr.
Portal Geschichte | Portal Biografien | Aktuelle Ereignisse | Jahreskalender | Tagesartikel

◄ |
5. Jahrhundert v. Chr. |
4. Jahrhundert v. Chr. |
3. Jahrhundert v. Chr. |
►

◄ | 320er v. Chr. | 310er v. Chr. | 300er v. Chr. | 290er v. Chr. |
280er v. Chr. |
►

◄◄ | ◄ | 310 v. Chr. | 309 v. Chr. | 308 v. Chr. | 307 v. Chr. |
306 v. Chr. |
305 v. Chr. |
304 v. Chr. |
► |
►►

## Ereignisse

### Westliches Mittelmeer
- Appius Claudius Caecus wird Konsul in Rom.
- Sieg der Römer über die Samniten im Zweiten Samnitenkrieg bei Allifae.
- Die Herniker, traditionell Verbündete Roms, schließen sich den Samniten gegen Rom an, nachdem die Römer einige hernikische Bürger gefangen genommen hatten.
- Der Afrikafeldzug des Agathokles von Syrakus gegen Karthago scheitert; während Agathokles im November nach Sizilien zurückkehrt, muss sein Heer in Afrika vor den Karthagern kapitulieren.

### Reich Alexander des Großen
- Demetrios I. Poliorketes landet mit 250 Schiffen in Piräus und zieht in Athen ein, wo er den Tyrannen Demetrios von Phaleron absetzt (dieser flieht nach Ägypten) und die attische Demokratie wiederherstellt. Kurz darauf erobert Demetrios Poliorketes Megara.